# John Kitzmiller
John Kitzmiller (* 4. Dezember 1913 in Battle Creek, Michigan; † 23. Februar 1965 in Rom) war ein US-amerikanischer Schauspieler.

## Leben

### Ausbildung und Debüt im italienischen Kino
John Kitzmiller wurde 1913 als Sohn von John und Mary Kitzmiller in Battle Creek, Michigan, im Mittleren Westen der Vereinigten Staaten geboren. Der Afroamerikaner wuchs mit einer Schwester in seiner Geburtsstadt auf und besuchte die örtliche High School, an der er Mitglied des Chemie-Klubs war. 1932 schloss Kitzmiller die Schule mit dem Ziel, Chemieingenieur zu werden, ab. Nach einem bestandenen Ingenieursstudium diente er in der US Army als „Engineer Captain“ und nahm gegen Ende des Zweiten Weltkrieges an der Befreiung Italiens teil. Während dieser Zeit starben seine beiden Eltern und Kitzmiller zog es wie viele schwarze US-Soldaten vor, nicht in seine Heimat zurückzukehren, wo strikte Rassentrennung vorherrschte. 1947 wurde der US-Amerikaner während eines Kartenspiels mit seinen Army-Kollegen von dem italienischen Filmproduzenten Carlo Ponti entdeckt. Als Ponti Kitzmiller vorschlug, eine Rolle in einem Film zu übernehmen, fing dieser lauthals zu lachen an, da er zuvor weder mit der Schauspielerei in Berührung gekommen war noch einen Gedanken daran verschwendet hatte, jemals als Schauspieler zu arbeiten. Doch gerade dieses Lachen war es, dass ihm seine erste Filmrolle in Luigi Zampas Kriegsdrama In Frieden leben einbrachte. Der Film handelt von zwei entflohenen amerikanischen Kriegsgefangenen (gespielt von Heinrich Bode und Gal Moore), die Zuflucht in einem italienischen Dorf suchen.
Für den 1,93 m großen John Kitzmiller folgten weitere Rollen im italienischen Film, der zu dieser Zeit dem Neorealismus frönte. Schon ein Jahr nach seinem Filmdebüt erhielt er seine erste Hauptrolle in Alberto Lattuadas Ohne Gnade (1948). Hier ist Kitzmiller als US-Besatzungssoldat Jerry zu sehen, der sich in die mittellose und in die Kriminalität abgedriftete Italienerin Angela (gespielt von Carla Del Poggio) verliebt. Die in den 1940er Jahren als skandalös betrachtete Amour fou zwischen einem schwarzen Mann und einer weißen Frau fand kaum Beachtung bei den Kritikern. Mit Lattuada und Del Poggio arbeitete Kitzmiller 1950 erneut an der Tragikomödie Lichter des Varieté zusammen, für die Federico Fellini das Drehbuch schrieb und das erste Mal als Co-Regisseur fungierte. Als einziger schwarzer Schauspieler in Italien genoss Kitzmiller eine Art Monopolstellung, was ihm große Bekanntheit einbrachte und er arbeitete in den 1950er Jahren wiederholt mit Regisseuren wie Sergio Corbucci (Insel der Sünde, 1952; Terra straniera, 1953; Brutale Gewalt, 1954) und Renato Polselli (Ultimo perdono, 1952; Delitto al luna park, 1952; Il grande addio, 1954) zusammen. Bereits 1951 war in der November-Ausgabe der US-amerikanischen Zeitschrift Ebony zu lesen, dass sein Gesicht den italienischen Kinogängern so bekannt sei wie das von Gregory Peck in den USA. Häufig war Kitzmiller auf den Part des Schwarzen festgelegt, der gegen rassische Vorurteile anzukämpfen hat.

### Triumph in Cannes
Kitzmillers größter Erfolg markierte das Jahr 1956, als er mit France Štiglic' Das Tal des Friedens den ersten Film außerhalb Italiens abdrehte. Das jugoslawische Kriegsdrama stellt in der Tradition von René Cléments Verbotene Spiele (1952) eine Gruppe von jugendlichen Kriegswaisen in den Mittelpunkt, die aus einer Anstalt ausbrechen, um ein mystisches, friedvolles Tal zu finden. Unterstützt werden sie dabei von einem afroamerikanischen Piloten, der mit seinem Flugzeug hinter den feindlichen Linien abgestürzt ist.
Das Tal des Friedens war 1957 im Wettbewerb der 10. Filmfestspiele von Cannes vertreten, wo Kitzmiller als erster afroamerikanischer Schauspieler mit dem Preis als bester Schauspieler des Festivals ausgezeichnet wurde. Bei seinem Sieg setzte er sich gegen so renommierte Kollegen wie Gary Cooper (Lockende Versuchung) oder Max von Sydow (Das siebente Siegel) durch.
Dem Triumph in Cannes folgten Rollenangebote außerhalb Italiens. 1958 agierte er in Vincent Shermans Drama Die nackte Erde, in dem Richard Todd und Juliette Gréco versuchen, sich in Afrika eine neue Existenz als Farmer aufzubauen. Der Film legte Kitzmiller jedoch auf den rassenspezifischen Stereotypen eines afrikanischen „Eingeborenen“ fest, woraufhin er sich wieder dem italienischen Kino zuwandte.
Vier Jahre und zehn abgedrehte italienische Spielfilme später war Kitzmiller wieder im englischsprachigen Kino anzutreffen. In James Bond jagt Dr. No (1962), dem Beginn der James-Bond-Kinoserie, schlüpfte er an der Seite von Sean Connery und Ursula Andress in die Rolle des nervösen Insulaners Quarrel. Bond gelangt mit seiner Hilfe auf die Insel von Dr. No (gespielt von Joseph Wiseman), wo Quarrel die dort angestellten Nachforschungen mit dem Leben bezahlen muss. 1963 erhielt Kitzmiller eine Nebenrolle in dem deutsch-jugoslawischen Horrorfilm Der Fluch der grünen Augen von Ákos Ráthonyi, dem noch im selben Jahr die Titelrolle in Géza von Radványis Onkel Toms Hütte folgte, einer Verfilmung des gleichnamigen Romans von Harriet Beecher-Stowe. Der Part des Onkel Tom war Kitzmillers letzte Filmrolle. Im selben Jahr erlag er, zwei Monate nach seiner Hochzeit, im Alter von 51 Jahren einer Leberzirrhose. Obwohl er in über vierzig europäischen Film- und Fernsehrollen zu sehen war, ist der US-amerikanische Schauspieler in seinem Heimatland kaum bekannt.

## Filmografie (Auswahl)
- 1947: In Frieden leben (Vivere in pace)
- 1948: Ohne Gnade (Senza pietà)
- 1950: Lichter des Varieté (Luci del varietà)
- 1952: Insel der Sünde (La peccatrice dell'isola)
- 1952: Auf des Degens Spitze (A fil di spada)
- 1953: Frine, Sklavin der Liebe (Frine, cortigiana d’Oriente)
- 1953: Heiße Ware für Marseille (Quai des blondes)
- 1954: Brutale Gewalt (Acque amare)
- 1956: Das Tal des Friedens (Dolina miru)
- 1958: Und den Henker im Nacken (Vite perdute)
- 1958: Aphrodite – Göttin der Liebe (Afrodite, dea dell'amore)
- 1958: Die nackte Erde (The Naked Earth)
- 1959: Guten Tag, ich bin Ihr Mörder (Sursis pour un vivant)
- 1960: Küste der Piraten (I pirati della costa)
- 1960: Waffen für San Salvador (Gli avventurieri dei tropici)
- 1962: Der Sohn von Captain Blood (Il figlio del capitano Blood)
- 1962: James Bond jagt Dr. No (Dr. No)
- 1962: Tiger der Meere (La tigre dei sette mari)
- 1964: Der Fluch der grünen Augen
- 1965: Onkel Toms Hütte

## Auszeichnungen
- 1957: Darstellerpreis der Internationalen Filmfestspiele von Cannes für Das Tal des Friedens